# 重熙
重熙（1032年十一月—1055年八月）是辽兴宗耶律宗真的第二個年号。辽朝使用该年号共24年。
为避讳天祚帝耶律延禧的嫌名，因此天祚帝时期辽朝人追称重熙年号多称「重和」或「崇熙」。

## 改元
- 景福二年——十一月十一日，改元重熙。[3]
- 重熙二十四年——八月四日，遼興宗去世，遼道宗耶律洪基即位。八月十六日，改元清寧。[4][5]

## 纪年對照表
| 重熙 | 元年   | 2年    | 3年    | 4年    | 5年    | 6年    | 7年    | 8年    | 9年    | 10年   |
| ---- | ------ | ------ | ------ | ------ | ------ | ------ | ------ | ------ | ------ | ------ |
| 公元 | 1032年 | 1033年 | 1034年 | 1035年 | 1036年 | 1037年 | 1038年 | 1039年 | 1040年 | 1041年 |
| 干支 | 壬申   | 癸酉   | 甲戌   | 乙亥   | 丙子   | 丁丑   | 戊寅   | 己卯   | 庚辰   | 辛巳   |
| 重熙 | 11年   | 12年   | 13年   | 14年   | 15年   | 16年   | 17年   | 18年   | 19年   | 20年   |
| 公元 | 1042年 | 1043年 | 1044年 | 1045年 | 1046年 | 1047年 | 1048年 | 1049年 | 1050年 | 1051年 |
| 干支 | 壬午   | 癸未   | 甲申   | 乙酉   | 丙戌   | 丁亥   | 戊子   | 己丑   | 庚寅   | 辛卯   |
| 重熙 | 21年   | 22年   | 23年   | 24年   |        |        |        |        |        |        |
| 公元 | 1052年 | 1053年 | 1054年 | 1055年 |        |        |        |        |        |        |
| 干支 | 壬辰   | 癸巳   | 甲午   | 乙未   |        |        |        |        |        |        |

## 同期存在的其他政权年号
- 中國
  - 明道（1032年－1033年）：宋—宋仁宗趙禎之年號
  - 景祐（1034年－1038年）：宋—宋仁宗趙禎之年號
  - 寳元（1038年－1040年）：宋—宋仁宗趙禎之年號
  - 康定（1040年－1041年）：宋—宋仁宗趙禎之年號
  - 慶曆（1041年－1048年）：宋—宋仁宗趙禎之年號
  - 皇祐（1049年－1054年）：宋—宋仁宗趙禎之年號
  - 至和（1054年－1056年）：宋—宋仁宗趙禎之年號
  - 得聖（1047年－1048年）：北宋時期—王則之年號
  - 景瑞（1049年－1052年）：北宋時期—儂智高之年號
  - 啓曆（1052年－1053年）：北宋時期—儂智高之年號
  - 顯道（1032年－1034年）：西夏—夏景宗李元昊之年號
  - 開運（1034年）：西夏—夏景宗李元昊之年號
  - 廣運（1034年－1036年）：西夏—夏景宗李元昊之年號
  - 大慶（1036年－1038年）：西夏—夏景宗李元昊之年號
  - 天授禮法延祚（1038年－1048年）：西夏—夏景宗李元昊之年號
  - 延嗣寧國（1049年）：西夏—夏毅宗李諒祚之年號
  - 天祐垂聖（1050年－1052年）：西夏—夏毅宗李諒祚之年號
  - 福聖承道（1053年－1056年）：西夏—夏毅宗李諒祚之年號
  - 正治（1027年－1041年）：大理—段素真之年號
  - 聖明（1042年）：大理—段素興之年號
  - 天明（1043年－1044年）：大理—段素興之年號
  - 保安（1045年－1052年）：大理—段思廉之年號
  - 政安（1053年－1061年）：大理—段思廉之年號一
- 越南
  - 天成（1028年－1034年）：李朝—李佛瑪之年號
  - 通瑞（1034年－1039年）：李朝—李佛瑪之年號
  - 乾符有道（1039年－1042年）：李朝—李佛瑪之年號
  - 明道（1042年－1044年）：李朝—李佛瑪之年號
  - 天感聖武（1044年－1049年）：李朝—李佛瑪之年號
  - 崇興大寶（1049年－1054年）：李朝—李佛瑪之年號
  - 龍瑞太平（1054年－1058年）：李朝—李日尊之年號
- 日本
  - 長元（1028年－1037年）：後一條天皇與後朱雀天皇之年号
  - 長曆（1037年－1040年）：後朱雀天皇之年号
  - 長久（1040年－1044年）：後朱雀天皇之年号
  - 寬德（1044年－1046年）：後朱雀天皇與後冷泉天皇之年号
  - 永承（1046年－1052年）：後冷泉天皇之年号
  - 天喜（1053年－1058年）：後冷泉天皇之年号

## 参見
- 中國年號索引

## 深入閱讀
- 李崇智. . 北京: 中華書局. 2004年12月. ISBN 7101025129.
- 鄧洪波. . 臺北: 國立臺灣大學東亞經典與文化研究計劃. 2005年3月  [2021-11-27]. ISBN 9789860005189. （原始内容 (pdf)存档于2007-08-25）.

| 前一年號： 景福 | 辽朝年号 | 下一年號： 清宁 |